# 受控不變子空間
受控不變子空間（controlled invariant subspace）是控制理论的名詞。考慮一個以状态空间表示的系統，其受控不變子空間為滿足以下條件的子空間：若系統一開始的初始狀態在此子空間內，有可能控制系統，讓系統始終在此子空間內。此概念是由Giuseppe Basile和Giovanni Marro所提出的(Basile & Marro 1969)。

## 定義
考慮用以下微分方程表示的線性系統
{\displaystyle {\dot {\mathbf {x} }}(t)=A\mathbf {x} (t)+B\mathbf {u} (t).}
此處，x(t) ∈ Rn表示系統的狀態，而u(t) ∈ Rp為輸入。矩陣A and B的大小分別是n × n和n × p。
子空間V ⊂ Rn是受控不變子空間，若針對任意x(0) ∈ V, ，都存在一輸入u(t)使得x(t) ∈ V，對所有非負的t都成立。

## 性質
子空間V ⊂ Rn是受控不變子空間，若且唯若AV ⊂ V + Im B。若V受控不變子空間，則存在矩陣K使得輸入u(t) = Kx(t)，使狀態維持在V以內，這是簡單的回授控制(Ghosh 1985，Thm 1.1)。